# Quentin Minel
Quentin Minel, né le 3 septembre 1992 à Argenteuil, est un handballeur français professionnel évoluant au poste d'arrière gauche au C' Chartres Métropole handball depuis l'été 2024.

## Biographie
Quentin Minel naît le 3 septembre 1992. Il a deux jeunes frères : Thibaut et Geoffrey, nés respectivement en 1995 et 1998.
Il commence le handball à l'âge de sept ans à Courville-sur-Eure. Il y restera plusieurs années avant d'entrer au Pôle Espoir de la Ligue Centre-Val de Loire de Handball au lycée Marceau de Chartres à sa rentrée en classe de seconde. C'est après sa classe de terminale, en 2009, qu'il est repéré par le centre de formation du club de Créteil. 
Il joue ses premiers matchs avec l'équipe professionnelle en 2011 et finit, en 2013, par signer son premier contrat professionnel avec l'US Créteil. Mais, malgré ses bonnes performances - il est notamment élu joueur du mois du championnat de France en février 2013 - l'US Créteil handball est reléguée en 2e division à l'issue de la saison 2012-2013. La saison suivante, il est un des principaux artisans du titre de champion de France de D2 2014 et retrouve ainsi l'élite lors de la saison 2014-2015.
Quentin se blesse à l'occasion d'un match de Coupe de France contre le PSG en mars 2015 ; rupture des ligaments croisés et absence de sept mois. Il effectue son retour en compétition à la fin du mois d'octobre 2015 pour une victoire en championnat à Toulouse
À la fin de son contrat avec l'US Créteil, Quentin signe pour trois ans au club de Chambéry SH en 2016. En février 2019, il prend la direction de la Bundesliga au HC Erlangen. Libéré, il réalise une très bonne fin de saison avec le club chambérien, remportant la Coupe de France et terminant à la 3e place en Championnat de France.
Après une saison à Erlangen, il revient en France en signant en 2020 un contrat de 4 ans avec l'USAM Nîmes Gard.

## Palmarès

### En club
- Coupe de France (1) : 2019
- Championnat de France de Division 2 (1) : 2014

### En équipes nationales
- Équipe de France junior
  -  Médaille de bronze au Championnat du monde junior 2013,  Bosnie-Herzégovine
- Équipe de France jeunes
  - 4e place au Championnat du monde jeunes 2011 en  Argentine

### Distinctions individuelles
- meilleur arrière gauche du championnat du monde junior 2013
- élu joueur du mois du championnat de France en février 2013[4] et en avril 2019[9]